# Indiaca

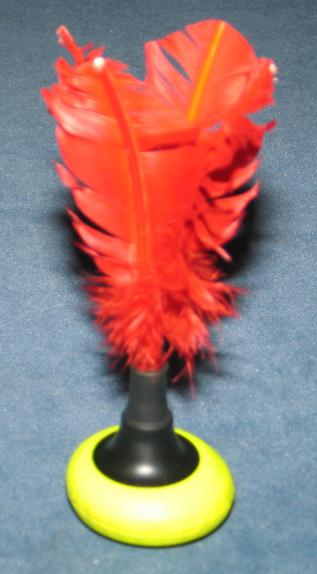
Una indiaca

La Indiaca és un joc de moviment i la pilota amb què s'hi juga. El joc té les seves arrels a Sud-amèrica. L'Indiaca és un tipus de joc d'equip que com el voleibol o el bàdminton que es juga amb una xarxa que divideix el camp. Es juga amb un estri anomenat Indiaca com el mateix joc i que es colpeja amb la mà. El joc s'ha anat popularitzant cada cop més a Alemanya. És un joc però també s'ha organitzat com a esport. Aquest està dividit a Alemanya en tres federacions: la CVJM, la Eichenkreuz i la Deutschen Turnerbund (DTB).
El 26 de maig de 2000 es va fundar a Berlín la federació mundial anomenada International Indiaca Association (IIA). Aquesta associació s'ha proposat els objectius de celebrar tornejos internacionals així com uniformar les diferents formes del joc. Hi ha federacions importants a Alemanya i al Japó, però també formen part de la federació Suïssa, Estònia, Eslovàquia, Brasil i Luxemburg. A Alemanya està representada la IIA a través de la DTB. L'agost del 2001 es va celebrar a Estònia el primer mundial d'Indiaca i el 2006 el segon.
Se suposa que el joc prové dels nadius sud-americans. Allà existeix el joc des de fa uns cent anys com a esport. El 1936, el professor d'esport Karlhaus Krohn va observar aquest joc als joves de Copacabana i el portà a Alemanya. Heinz Karl Kraus va aconseguir organitzar força associacions i unir-les en la Deutschen Turnerbund (DTB).

## Regles
Es juga en un camp de 16 x 6,10 metres dividit en 2 meitats en les quals juga cada equip, respectivament. La xarxa pot variar entre els 2 i els 2,35 metres segons l'alçada i el sexe dels jugadors. Cada equip té 5 jugadors en el camp i com a màxim 5 jugadors de recanvi.
La indiaca entra en el joc a partir del servei que realitza el jugador que està en la posició de darrere i a la dreta, i aquest ha de colpejar l'indiaca per sobre de la xarxa. Cada equip pot tocar tres cops la indiaca amb la mà o l'avantbraç abans de tornar la indiaca a l'equip contrari sense que caigui a terra. Quan un equip comet un error o falta, l'equip contrari obté un punt i el dret a servei. Quan canvia el dret de servei es realitza una rotació de la posició dels jugadors en el sentit de les agulles del rellotge.
El joc el guanya l'equip que fa primer 25 punts amb com a mínim 2 punts de diferència amb l'altre equip. El partit es juga a dos o tres jocs.

## Tècniques
La tècnica del joc s'assembla a la del voleibol com en el servei, passes des de sota, per sobre, el mat i els bloquejos. La correcta realització dels cops es poden realitzar en parelles o en grups petits. Aquests són els cops més fàcils i també són importants per començar a jugar. S'han d'aprendre altres tècniques. Primer s'haurien d'entrenar els cops per sota i després els superiors. Els serveis són semblants als cops inferiors i, per tant, poden anar lligats quant a l'ensenyament. El cop per sota és adequat per al control de pilota quan aquesta ve d'un passe tou i curt. Aquests passes poden estar fets a una o dues mans. En els entrenaments es pot anar practicant en parelles o en grups petits. Després es poden fer petits jocs d'introducció com per exemple "quin grup pot aguantar més temps la pilota sense que toqui el terra". Anàlogament es pot practicar els passes superiors. S'ha de tenir en compte de practicar en primer lloc els passes en línia recta i després els cops amb direcció. El cop per tal de col·locar la pilota en el camp contrari i, per tant, un cop important en el joc, és el mate. Aquest ha de ser llançat de forma que l'equip contrari li costi rebrate'l. Els no iniciats en la pràctica del joc, haurien de practicar per tenir un bon impuls i vol en el passe.